# Blur Studio
Blur Studio é uma empresa americana de efeitos visuais, animação e design. O Blur produz animação em 3D, design de movimento e efeitos visuais para longas-metragens e televisão, cinema e trailers de jogos, longas-metragens, entretenimento baseado em localização, comerciais e mídia integrada. A empresa está localizada em Culver City, Califórnia.

## História
O Blur Studio foi fundado em 1995 por David Stinnett, Tim Miller e Cat Chapman. Em 2004, o Blur foi indicado ao seu primeiro Oscar por seu curta-metragem original, Gopher Broke.
Blur trabalhou com vários diretores e escritores para desenvolver longas-metragens. Eles criaram a sequência "Heaven and Hell" para South Park: Bigger, Longer & Uncut.
Em 2011, o Blur criou a sequência de abertura para The Girl with the Dragon Tattoo, baseada no primeiro livro da Millennium Trilogy de Stieg Larsson e dirigido por David Fincher.
Blur fez várias cenas animadas em CGI para jogos como Need For Speed: Underground, Shadow The Hedgehog, CarnEvil, Grand Theft Auto: San Andreas e Sonic the Hedgehog (2006), criaram todas as sequências espaciais do filme de 2009 Avatar, de James Cameron e produziu trailers para Star Wars: The Old Republic e Star Wars: The Force Unleashed II da LucasArts. Eles também foram responsáveis pelos trailers cinemáticos de Batman: Arkham City, Batman: Arkham Origins e Batman: Arkham Knight. Eles refizeram as cenas de Halo 2 para Halo: The Master Chief Collection (2014) e produziram as cenas de Halo Wars 2 (2017) depois de também ter feito elas em Halo Wars (2009).
Em 2019, o estúdio fez a animação de quatro episódios da série antológica da Netflix, Love, Death & Robots. Em 16 de maio de 2019, foi anunciado que o filme The Goon, do Blur Studio, baseado na história em quadrinhos de mesmo nome de 1999 de Eric Powell, garantiu um acordo de distribuição com a 20th Century Fox e Chernin Entertainment.
Eles também trabalharam em Call of Duty: Modern Warfare, lançado em 25 de outubro de 2019.